# Аршамбо IV де Бурбон
Аршамбо́ IV Сильный (фр. Archambaud IV le Fort; около 1030 — 22 сентября 1078) — сеньор де Бурбон с 1078, сын Аршамбо III Молодого от первого брака с Белетрудой.

## Биография
Сведений о его правлении практически нет. Он наследовал отцу в 1078 году. Имя Аршамбо упоминается в ряде актов, датированных 1078—1095 годами.

## Брак и дети
Жена: Филиппа Овернская, дочь Гильома V, графа Оверни. Дети:
- Аршамбо V Благочестивый (ок. 1050 — 1095), сеньор де Бурбон с 1078.
- Пьер де Блот
- Бернар
- Аймон II (ок. 1155 — до 1120), сеньор де Бурбон с 1116.
- Эрменгарда; 1-й муж: с 1070 года (развод до 1076 года) Фульк IV Ле Решен (1043—1109), граф Анжуйский; 2-й муж: Гильом, сеньор де Жалиньи

Кроме того, у Аршамбо известен один незаконный сын:
- Эббо